# La tomba (film 2004)
La tomba è un film del 2004 diretto da David Hunt, pseudonimo di Bruno Mattei. Il film venne scritto da Mattei con la collaborazione di Barbara Di Girolamo e Giovanni Paolucci e prodotto da quest'ultimo, che produrrà tutti gli ultimi lavori di Mattei. Il film venne interpretato da Anna Marcello e Robert Madison. Dopo aver diretto alcuni erotici e due film sui cannibali, Mattei continua la sua linea di direct-to-video con un horror sulla civiltà dei Maya, con la presenza di mummie e zombi.
La sceneggiatura tratta la storia di un gruppo di archeologi che scoprono un antico tempio Maya. Dopo che la loro guida muore in circostanze misteriose, si rivolgono ad una guaritrice del posto per condurli nel tempio. In quel luogo cominciano ad accadere strani eventi e alcuni ragazzi scompaiono nel nulla. Mentre i ragazzi continuano a condurre le ricerche, inavvertitamente risvegliano il sonno di un sacerdote, che cercherà di terminare un sacrificio iniziato duemila anni fa.
Il film ha avuto una produzione molto complessa, anche perché Mattei disponeva di un budget maggiore rispetto ad altri suoi film precedenti. Le riprese si sono inoltre svolte nelle Filippine per ammortizzare i costi di produzione. La tomba è considerato uno dei migliori film realizzati da Mattei negli anni 2000, anche se è stato accolto dagli amanti dei film di genere in maniera contrastante.

## Trama
Messico, antica città Tehuantepee. Il sacerdote Tatamacky sta effettuando una cerimonia per riportare in vita la dea Coaltique e per far ciò deve sacrificare sette vergini. Mentre l'ultima vergine sta per essere gettata nel pozzo dei sacrifici, le guardie del Re irrompono nel tempio e pugnalano il sacerdote, interrompendo così anche il rito. Il sacerdote, come ultima azione, si fa estirpare gli occhi secondo un rituale magico che lo fa cadere in un sonno millenario.
Duemila anni dopo, un gruppo di archeologi americani giunge in Messico per studiare i resti dell'antica civiltà Maya, la loro guida però viene uccisa e al suo posto i ragazzi ingaggiano una misteriosa donna che sembra essere dotata di poteri divinatori. La donna conduce gli studenti proprio nel tempio in cui secoli prima il sacerdote stava conducendo il sacrificio.
In quel luogo cominciano ad accadere strani eventi e alcuni ragazzi scompaiono nel nulla, forse a causa dello spirito del sacerdote intenzionato a completare il sacrificio a distanza di duemila anni.

## Produzione
L'idea di fare un film sulle mummie venne al regista Bruno Mattei dopo aver visto il film di Stephen Sommers La mummia. Inizialmente si pensava che il film fosse fuori tempo massimo, ma i produttori decisero di realizzarlo ugualmente. La tomba è stato realizzato dopo un lungo studio delle tradizioni religiose, gli usi e i costumi degli antichi Maya. Mattei disponeva di un budget maggiore rispetto ad altri suoi film precedenti, e inoltre non effettuò tagli alla sceneggiatura. Nel film sono presenti tutte le 97 scene previste inizialmente.
Le riprese si sono svolte a Manila, nelle Filippine, per ammortizzare i costi di produzione. Le condizioni atmosferiche nelle Filippine erano molto sfavorevoli. Le riprese si svolsero nel mese di maggio, a 40 °C e con molta umidità. Sull'esperienza nelle Filippine il regista dichiarò: «È stata divertente ma anche dura [...]» Per riprendere alcuni insetti venne utilizzata una telecamera dal vivo, a differenza delle riprese che vennero effettuate in "DV GAMMA". Il digitale venne usato solo nella scena dell'esorcismo della messicana. Dopo esser stato filmato in "DV GAMMA", il film venne riportato sulla pellicola. Il formato delle telecamere utilizzate era di 16:9 e successivamente venne trasformato in CinemaScope.

### Cast
Durante un'intervista Mattei rivelò che tutti gli attori erano alla prima esperienza e a causa di ciò questi non sapevano bene dove posizionarsi e si nascondevano sempre uno dietro l'altro. Durante la stessa intervista Mattei rivolgendosi al giornalista gli disse «Ho strillato parecchio, dovresti sentire gli originali di ripresa!». Inizialmente Anna Marcello si propose al casting per interpretare una studentessa, ma a Mattei colpì «il suo sguardo da fuori di testa» e la scelse per il ruolo della strega. Mattei continuò l'intervista dicendo «per me il suo personaggio è quello meglio riuscito».
Per la sua interpretazione, la Marcello ha anche vinto un premio; lo stesso premio è stato assegnato anche al film e all'attrice non protagonista Kasia Zurakowska che ha vinto insieme all'attrice Margareta Rance per il ruolo di Rani in Sangraal - La spada di fuoco.

### Scenografie
Claudio Cosentino (Dracula 3D, Dario Argento 2012) si occupò delle scenografie che inizialmente furono realizzate totalmente al computer con la realizzazione di uno storyboad dettagliato di alcune scene per Mattei e per il reparto special Make-Up. Questo aiutò i vari reparti a concentrare il lavoro solo sui dettagli che il regista intendeva inquadrare.
Quando arrivarono nelle Filippine le scenografie furono interamente costruite in alcuni teatri. La prima scenografia fu quella del tempio segreto Maya mentre la seconda, quella della cripta della dea sanguinaria, venne costruita in un altro teatro. Il tempio, come prevedeva la sceneggiatura, venne modificato e vennero aggiunti rampicanti e radici per mostrare che non era praticato da duemila anni. Il tempio fu sviluppato su più livelli con dei praticabili per avere diversi punti macchina, ma venne principalmente costruito in questo modo per dare profondità al pozzo dei sacrifici.
Tutto era stato progettato per i crolli, le esplosioni e lo sfondamento dei pavimenti nel finale. Il campo base che gli archeologi trovano fuori dal tempio venne allestito nella foresta di Tanay, vicino a delle cascate, inoltre venne anche allestito un palco con le scalinate che portano al tempio segreto vicino al campo. Le scene con le trappole vennero girate durante l'ultima fase, mentre una squadra venne predisposta per simulare i crolli nel finale.

## Accoglienza

### Distribuzione
Il 18 gennaio 2006, a più di un anno dall'effettiva realizzazione, il film è stato distribuito in Italia in versione DVD per il mercato Home Video dalla Mondo Home Entertainment.
In America il film è stato distribuito dalla CVC - Cine Video Corporation il 3 luglio 2007 con il titolo The Tomb con una copertina differente rispetto a quella italiana. Il film, noto anche con il titolo Non aprite quella tomba, non è mai stato trasmesso dalla TV italiana.

### Censura
Il film fu approvato dalla censura il 25 settembre 2006, con il visto n. 100175.

### Critica
La tomba non è stata recensita dai maggiori critici italiani, bensì dai siti di film che trattano il genere dei B-movie, accogliendolo in maniera negativa. Il sito "Horrormovie.it" l'ha definito «[...] insoddisfacente davvero sotto tutti i punti di vista: se si rinuncia immediatamente alla possibilità di avere tra le mani un vero horror di qualità, si deve presto rinunciare anche alla possibilità di assistere ad un divertente film d'exploitation.» Il sito "FilmBrutti.com" ha stroncato il film sostenendo che «Girato come un film porno, doppiato come un film porno, recitato da attori rubati al porno [...], "La Tomba" è l'abisso del trash stile-Mattei.» e alla fine ha aggiunto «Consolidano l'impianto matteiano del film la solita umiliazione delle comparse filippine [...] ed un finale tanto scontato quanto inaccettabile.» Il sito "Cinerepublic.it" ha dato una recensione più positiva, assegnandogli come voto 6 e scrivendo «Siamo in pieno Z Movie dove Bruno Mattei è un esponente di spicco del genere e realizza "La mummia" secondo lui, con riferimento a quella terribile di Sommers.»

## Citazioni
Come nei film precedenti, anche ne La tomba Mattei ha utilizzato del materiale coperto dal diritto d'autore, come porzioni di altri film. Tra le scene più evidenti ci sono gli scheletri del film L'armata delle tenebre.
Mattei durante un'intervista disse che gli inserti erano tutti voluti e che voleva omaggiare i registi Sam Raimi e Quentin Tarantino.
Tra gli altri film che vengono citati ci sono il film Predator, Indiana Jones e il tempio maledetto, La mummia e Dal tramonto all'alba.
Il canto all'inizio del film è l'inno del Rametep, da Piramide di paura.
La figura del professor Langley è costruita sulla base di quella di Indiana Jones. Altra fonte di ispirazione è La mummia, pellicola a cui si può far risalire la genesi del sacerdote Maya Tatamackly, mummificato con un rito efferato nella sua piramide qualche migliaio di anni fa. Infine la presentazione di Bruja nel locale è ispirata da Dal tramonto all'alba.